# Новий Глибів
Новий Глибів — село Остерського району, Чернігівської області. Виселене задля побудови Київського водосховища на поч. 1960-х років.
Станом на 1866 рік в селі налічувався 103 двори і 656 мешканців.
В селі існувала церква на честь св. арх. Михаїла.